# 이바나 밀리체비치
이바나 밀리체비치(Ivana Miličević, 1974년 4월 26일~)는 미국의 배우이다.

## 출연 작품
- 저스트 라이크 헤븐
- 원헌드레드